# 高穆镇区
高穆镇区，是缅甸仰光省端迪县下辖的一个镇区。

## 历史沿革
2022年4月30日，高穆镇区划归端迪县管辖。